# 27 giugno
Il 27 giugno è il 178º giorno del calendario gregoriano (il 179º negli anni bisestili). Mancano 187 giorni alla fine dell'anno.

## Eventi
- 852 – Con una solenne processione a cui prende parte papa Leone IV, vengono inaugurate le Mura leonine;
- 1463 – Papa Pio II ratifica il trattato con San Marino che ne definisce i confini, rimasti inalterati fino ad oggi;
- 1495 – Assedio di Novara: Beatrice d'Este anima le truppe a muovere contro il duca d'Orléans: è scongiurata la conquista francese del Ducato di Milano[1];
- 1512 – Con il Giuramento di Teglio la Valtellina viene ufficialmente annessa ai Grigioni; vi rimarrà fino al 1797;
- 1544 – Khayr al-Din Barbarossa tenta invano la conquista di Salerno, Amalfi e Minori;
- 1721 – Il medico inglese Zabdiel Boylston adotta per la prima volta la tecnica della variolizzazione contro il vaiolo su 180 pazienti a Boston;
- 1743 – Nella battaglia di Dettingen, Giorgio II sconfigge l'esercito francese durante la guerra di successione austriaca;
- 1759 – Il generale inglese James Wolfe dà inizio all'assedio della città di Québec;
- 1794 – Morte del cancelliere austriaco Kaunitz, sostituito dal ministro degli esteri Thugut, detto "il barone della guerra";
- 1833 – L'insegnante quacchera Prudence Crandall viene arrestata per aver aperto a studenti di colore la sua scuola privata a Canterbury (Connecticut);
- 1857 – In India durante la Rivolta dei Sepoy avviene il Massacro di Satichaura Ghat;
- 1861
  - Nell'Esercito italiano si costituisce il Corpo veterinario;
  - A Pest viene presentato il Memorandum della nazione slovacca;
- 1871 – Lo yen diventa la moneta corrente del Giappone;
- 1879 – Isma'il Pascià diventa chedivè d'Egitto;
- 1890 – Guerra Mahdista: le truppe italo-eritree sconfiggono i Dervisci nella prima battaglia di Agordat;
- 1893 – Crollo della Borsa di New York;
- 1894 – Karl Benz riceve il suo brevetto per il motore a combustione interna;
- 1898 – Joshua Slocum completa la prima circumnavigazione in solitario del globo;
- 1900 – Il medico militare statunitense Walter Reed inizia le sue ricerche per debellare la febbre gialla;
- 1905 – Ammutinamento dell'equipaggio della corazzata Potëmkin[2];
- 1912 – Guerra italo-turca: inizia la battaglia di Sidi Said;
- 1916 – Si conclude la battaglia degli Altipiani con gli austro-ungarici che sospendono l'offensiva;
- 1917 – La Grecia interviene nella prima guerra mondiale;
- 1924 – Secessione dell'Aventino;
- 1932 – Re Rama VI del Siam (odierna Thailandia) firma la costituzione provvisoria, che il sovrano è costretto a concedere dopo l'incruento colpo di Stato militare chiamato Rivoluzione siamese del 1932, avvenuto il precedente 24 giugno: il Paese diventa una monarchia costituzionale;
- 1944 – Seconda guerra mondiale: nella battaglia di Cherbourg le forze alleate occupano l'importante nodo navale durante le operazioni militari previste dalla Operazione Overlord;
- 1950
  - Gli Stati Uniti d'America decidono l'invio di truppe in Corea;
  - Viene giustiziata a Praga Milada Horáková, oppositrice del regime comunista cecoslovacco;
- 1954 – Viene messa in funzione a Obninsk, nei pressi di Mosca, la prima centrale nucleare del mondo;
- 1957 – L'uragano Audrey uccide 500 persone in Louisiana e Texas;
- 1962 – Paolo Borsellino si laurea in giurisprudenza all'età di soli 22 anni;
- 1967 – Il primo sportello automatico per il prelievo di contanti viene installato a Enfield Town, a Londra, presso la Barclays Bank;
- 1970 – Il gruppo rock britannico Smile cambia nome in Queen[3];
- 1977 – La Francia garantisce l'indipendenza a Gibuti;
- 1980
  - Strage di Ustica: il DC9 I-TIGI Itavia IH870, in volo da Bologna a Palermo e partito con due ore di ritardo, esplode nei cieli a nord di Ustica causando 81 vittime, di cui 13 bambini;
  - Bob Marley tiene un concerto a Milano, nello stadio di San Siro: è il primo concerto in assoluto tenutosi nell'impianto meneghino;
- 1984 – Pierre Elliott Trudeau vince il Premio Albert Einstein per la pace;
- 1991
  - La Slovenia, che due giorni prima aveva dichiarato l'indipendenza, viene invasa da truppe, carri armati e aerei della Jugoslavia: ha inizio la guerra dei dieci giorni;
  - Inizia a Monaco di Baviera il Dangerous World Tour di Michael Jackson;
- 1997 – Andrew Wiles si aggiudica il Premio Wolfskehl di 75000 DM per aver risolto l'ultimo teorema di Fermat;
- 2007 – Tony Blair rassegna formalmente le sue dimissioni da primo ministro del Regno Unito nelle mani della regina Elisabetta II e lascia la sua abitazione a Downing Street; gli succederà Gordon Brown;
- 2008 – Bill Gates dà le dimissioni da presidente della Microsoft Corporation, lasciando il suo posto a Steve Ballmer;
- 2011 – L'asteroide 2011 MD passa a soli 12000 km dalla superficie terrestre.

## Nati
Ci sono circa 1 060 voci su persone nate il 27 giugno; vedi la pagina Nati il 27 giugno per un elenco descrittivo o la categoria Nati il 27 giugno per un indice alfabetico.

## Morti
Ci sono circa 470 voci su persone morte il 27 giugno; vedi la pagina Morti il 27 giugno per un elenco descrittivo o la categoria Morti il 27 giugno per un indice alfabetico.

## Feste e ricorrenze

### Internazionali
- Giornata delle Micro, Piccole e Medie Imprese [4]

### Civili
Nazionali:
- Gibuti – Festa nazionale

### Religiose
Cristianesimo:
- Madre del Perpetuo Soccorso
- San Cirillo di Alessandria, vescovo e dottore della Chiesa
- Sant'Adeodato di Napoli, vescovo
- Sant'Arialdo di Milano, diacono e martire
- San Ferdinando d'Aragona, vescovo
- San Giovanni di Chino, recluso
- Santa Guddene, martire
- San Ladislao I d'Ungheria, re
- San Maggiorino di Acqui, vescovo
- Santa Margherita Bays, terziaria francescana
- San Sansone, sacerdote
- San Tommaso Toan, martire
- San Walhero, martire
- San Zoilo di Cordova, martire
- Beato Benvenuto da Gubbio
- Beato Davanzato da Poggibonsi
- Beata Louise-Thérèse de Montaignac de Chauvance, religiosa, fondatrice delle Oblate del Cuore di Gesù

Religione romana antica e moderna:
- Lari
- Giove Statore
- Periodo solstiziale, settimo e ultimo giorno